# République des Komis
La république des Komis (en russe : Респу́блика Ко́ми, Respublika Komi ; en komi : Коми Республика, Komi Respublika, ou tout simplement Ко́ми, Komi), République komie, ou de Komi, est un sujet fédéral de la Russie, dans sa partie européennne, ayant le statut de république, située dans le district fédéral du Nord-Ouest de la Russie. Sa capitale est la ville de Syktyvkar et ses langues officielles sont le russe et le komi. La population de la République s'élève à 726 434 habitants en 2023.
Peuplée par les Komis, ces derniers constituent environ 25 % de la population. La région est peuplée depuis environ 120 000 ans, mais les Russes, aussi bien de Novgorod que de Moscou, commencent à coloniser la région seulement vers le Xe siècle. Les Komis, alors appelés les Perms, tombent sous l'influence de Novgorod, mais les Russes ne s'y aventurent cependant que peu, la zone étant vue comme dangereuse et reculée. Au XIVe siècle, Étienne de Perm fonde la première église et commence à répandre l'orthodoxie dans la région, région finalement annexée en 1481. Sous l'Empire russe, il n'y a aucune autonomie, et ce n'est que le 22 août 1921 qu'est créé l'oblast autonome des Komis-Zyriènes, qui devient en 1936 la RSSA des Komis. Sous l'URSS, elle est le lieu de nombreux goulags, dont Vorkouta. Le 26 mai 1992, la région devient la république des Komis, et récupère une importante autonomie en 1996.
La république, couvrant une superficie de 416 774 km2, est bordée, à l'ouest, par l'oblast d'Arkhangelsk, au nord, par le district autonome de Nénétsie, à l'est, par les districts autonomes des Iamalo-Nénètses au nord-est et des Khantys-Mansis. Au sud-est, elle est limitrophe de l'oblast de Sverdlovsk, au sud du kraï de Perm et au sud-ouest de l'oblast de Kirov. Son climat est rude, et son territoire est traversé par le cercle polaire arctique. Néanmoins, la région bénéficie d'un patrimoine naturel riche, avec les montagnes de l'Oural et les forêts vierges de Komi, ces dernières classées au patrimoine mondial de l'Unesco. De nombreux fleuves et rivières la traversent, comme la Petchora, l'Oussa et l'Ijma.

## Géographie

### Situation
La république des Komis couvre une superficie de 416 774 km2. Elle s'étend entre 59°12' et 68°25' de latitude nord et entre 45°25' et 66°10' de longitude est. Son territoire est donc traversé par le cercle polaire Arctique. La distance maximum nord-sud est de 785 km et est-ouest de 695 km. La forêt occupe environ 70 % du territoire de la république et les marais environ 15 %. Quelque 32 800 km2 de son territoire ont été reconnus comme Patrimoine mondial de l'UNESCO et font l'objet à ce titre d'une protection renforcée. Il s'agit des forêts vierges de Komi situées dans les montagnes de l'Oural septentrional. Elles constituent la plus vaste étendue forestière en Europe restée à l'état sauvage.

Paysages de la république :
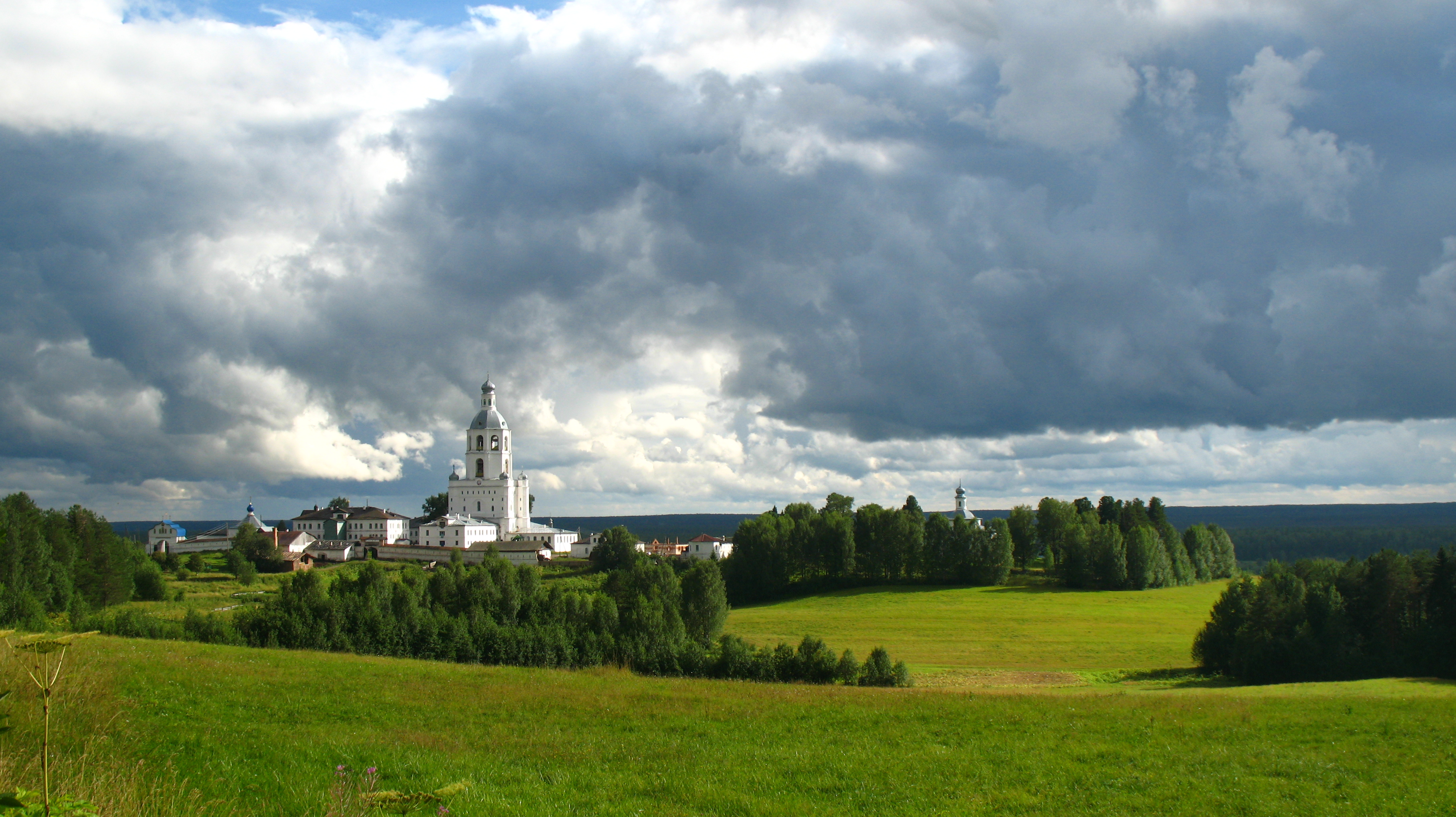
Village d'Ouliana dans le raïon d'Oust-Koulom.
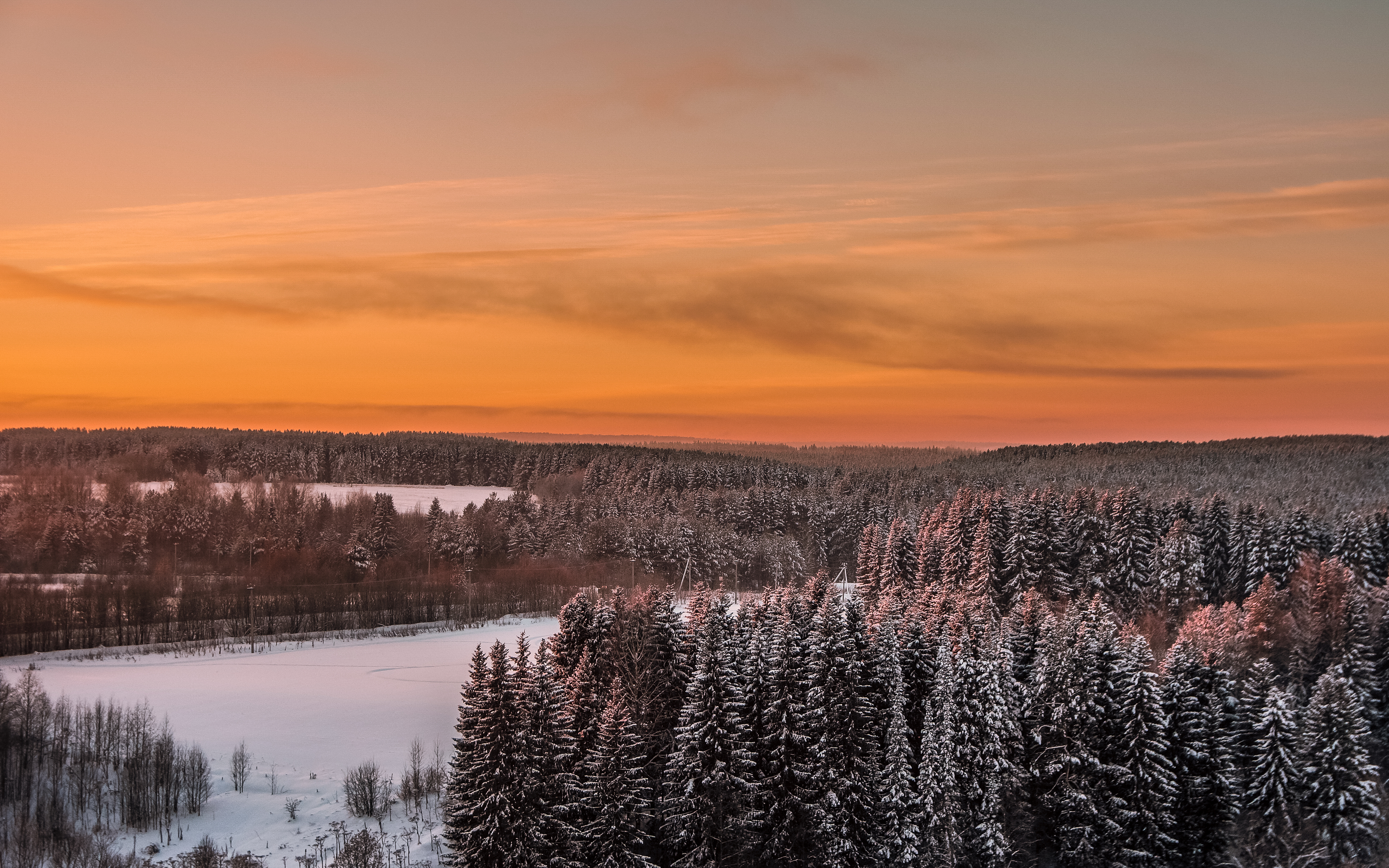
Taïga enneigée près de Syktyvkar.
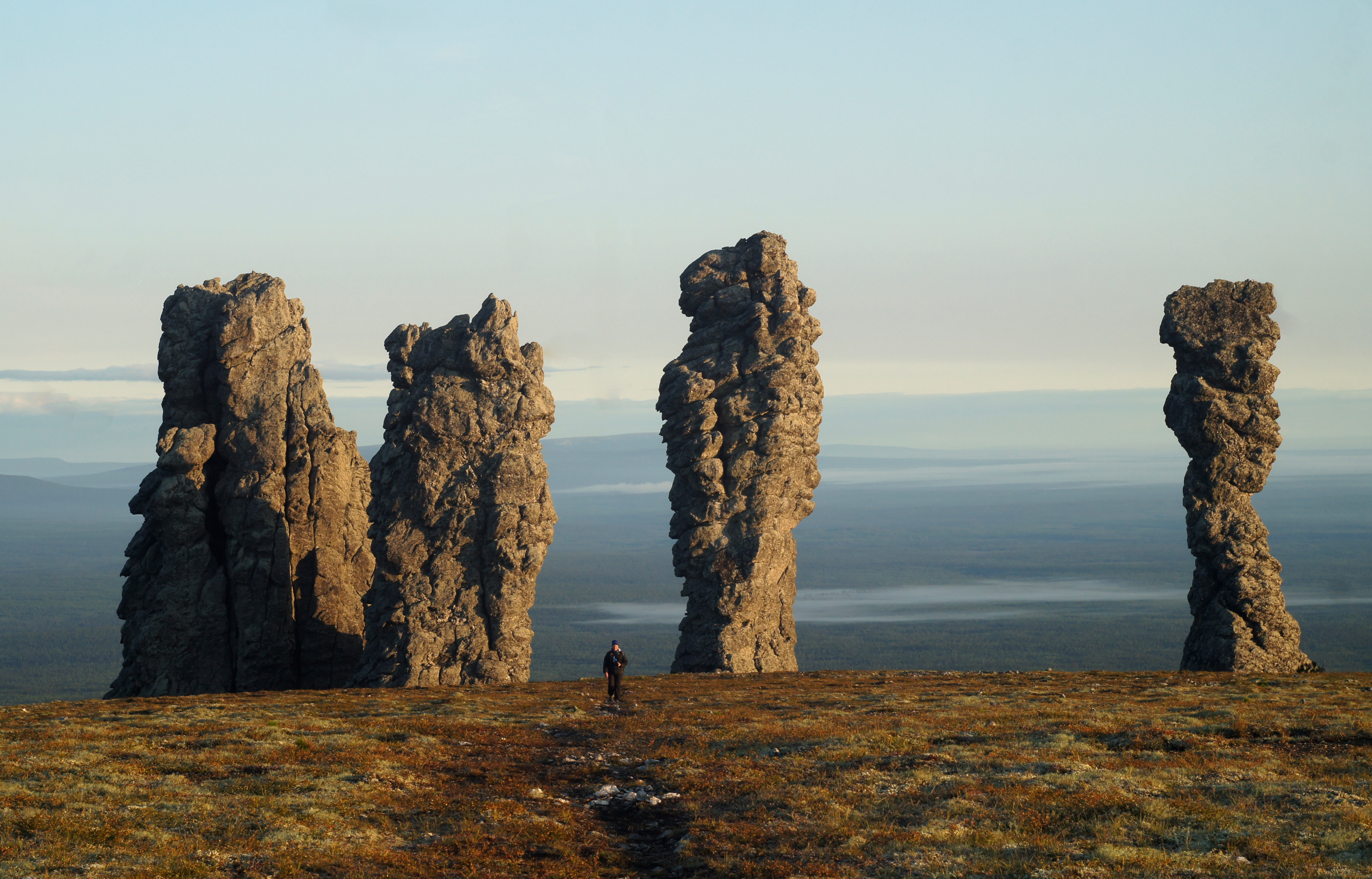
Man Pupu Nyor.
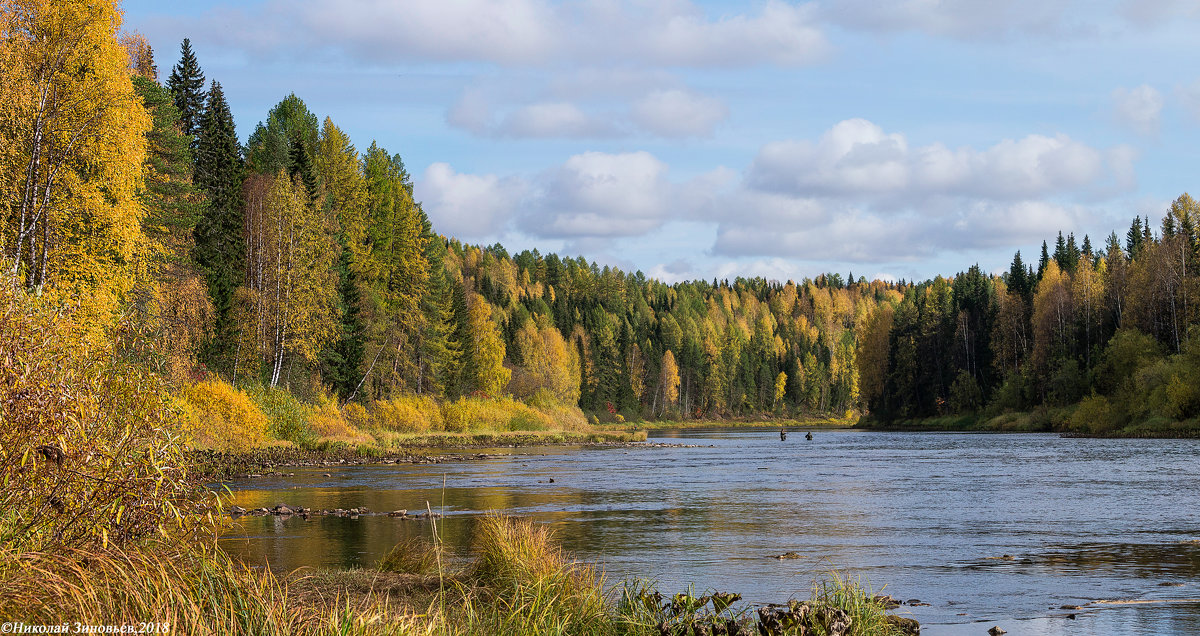
Rivière Oukhta en automne.

### Climat
Le climat sur la totalité du territoire appartient au type Dfc de la classification de Koppen : tempéré froid, sans saison sèche, étés courts et frais.
Les températures moyennes sont comprises en janvier entre −20 °C dans le nord et −15 °C dans le sud et en juillet entre +11 °C dans le nord et +15 °C dans le sud.
Les précipitations annuelles sont voisines de 600 mm.

### Cours d'eau

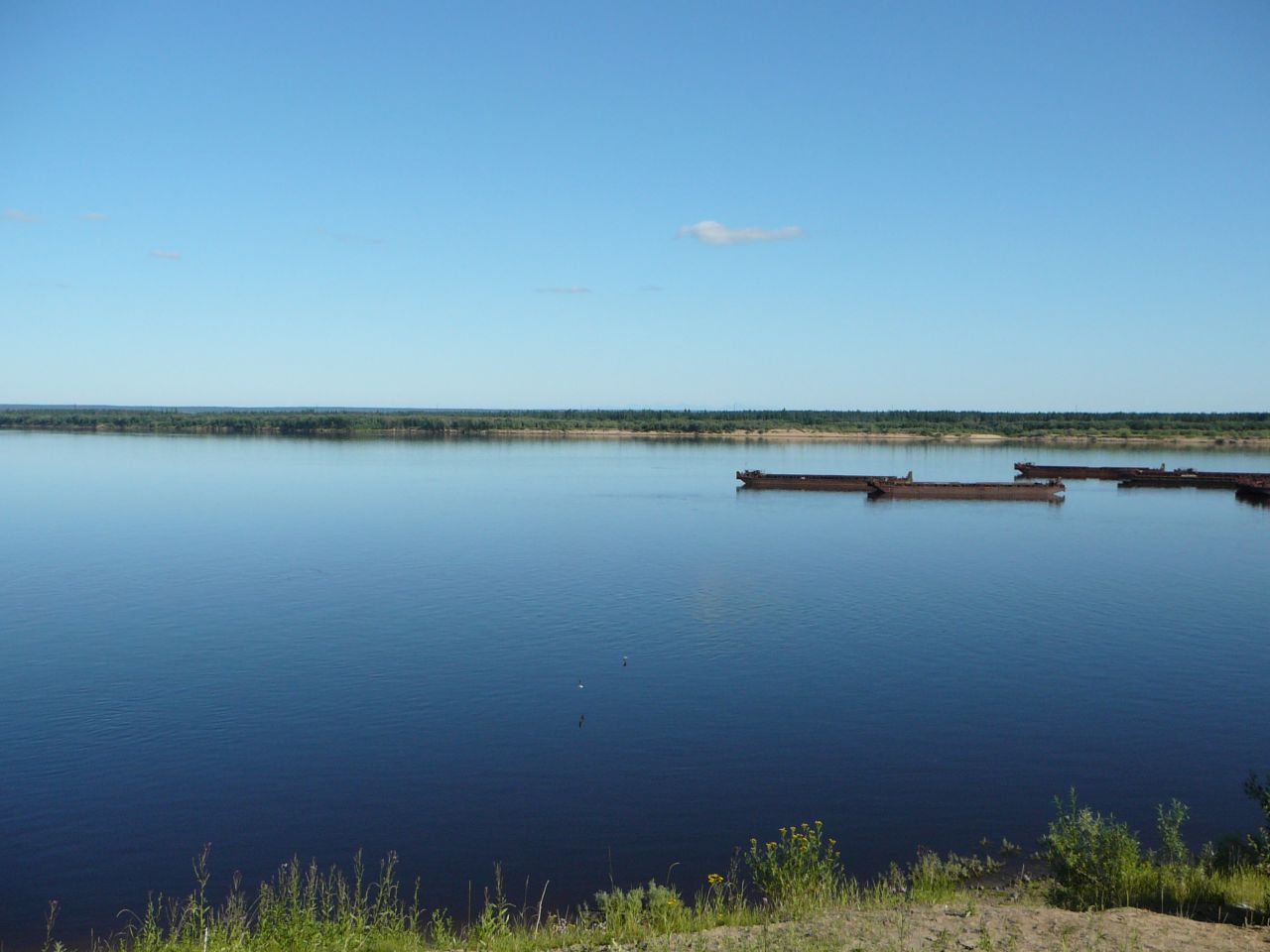
La Petchora.

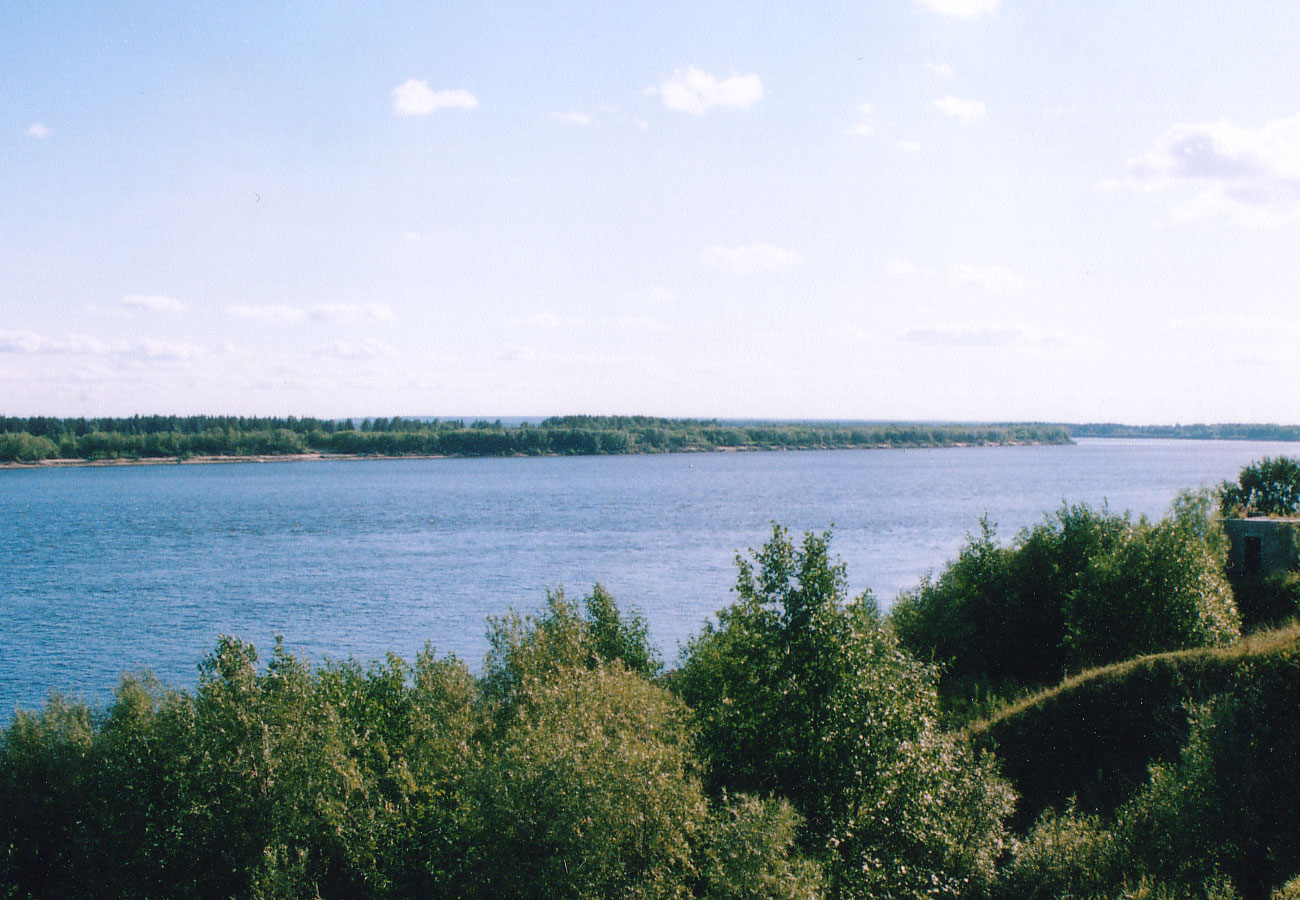
La Vytchegda.

La république des Komis est un pays de grands fleuves et de nombreux petits lacs.
L'eau couvre 1,5 % de sa superficie, soit 641,5 mille hectares. La longueur totale des rivières de plus de 10 km est de 84 000 km, leur nombre est d'environ 3 500. Les rivières appartiennent aux bassins des mers Blanche, Barents, Kara et Caspienne, et environ 2 / 3 du territoire fait partie du bassin de la Petchora.
Les cours d'eau possèdent tous un régime nival de plaine. Ils appartiennent aux bassins hydrologiques de trois fleuves distincts : le Petchora, le Mezen et le Dvina septentrionale. Ces trois fleuves se jettent dans l'océan Arctique (mer Blanche et mer de Barents).
Le Petchora prend sa source dans l'Oural dans la partie sud-est de la république et s'écoule vers le nord à travers les parties est et nord de la république des Komis jusqu'en Nénétsie.
Le Petchora parcourt 1 570 kilomètres dans la république des Komis, soit 87 % de la longueur totale du fleuve.
63 % de la république des Komis font partie du bassin versant du Petchora, dont la plus grande partie, environ 81 %, est située dans le territoire de la république des Komis.
Les affluents les plus importants du Petchora dans la région de Komi sont l'Oussa, longue de 565 kilomètres, et l'Ijma, longue de 531 kilomètres.
Le bassin versant de la Vytchegda couvre la partie sud et sud-ouest de la république des Komis.
La Vytchegda , qui prend sa source dans les monts Timan, s'écoule sur 920 kilomètres dans la république des Komis avant d'atteindre à l'ouest l'oblast d'Arkhangelsk, où il rejoint la Dvina septentrionale, qui se jette dans la mer Blanche.
Les affluents les plus importants de la Vytchegda sont la Vym longue de 499 kilomètres et la Syssola longue de 487 kilomètres, qui rejoint le fleuve principal près de Syktyvkar, la capitale de la république.
En outre, le cours supérieur du fleuve Mezen et de son affluent la Vachka, qui se jette dans la mer Blanche, s'étendent jusqu'à la partie occidentale de la république.
La partie du sud-ouest de la république des Komis appartient au bassin versant de la Louza, qui se jette dans l'Ioug qui est un affluent de la Dvina septentrionale, 
Au total, les bassins versants de ces rivières qui se jettent dans la mer Blanche couvrent 35 % de la superficie de la république des Komis.
La partie la plus méridionale de la république est atteinte par les sources des rivières qui se jettent dans la mer Caspienne, comme la Letka.
Dans le coin nord-est de la république coule le Kara, qui s'écoule de l'Oural à la mer de Kara,.

### Relief

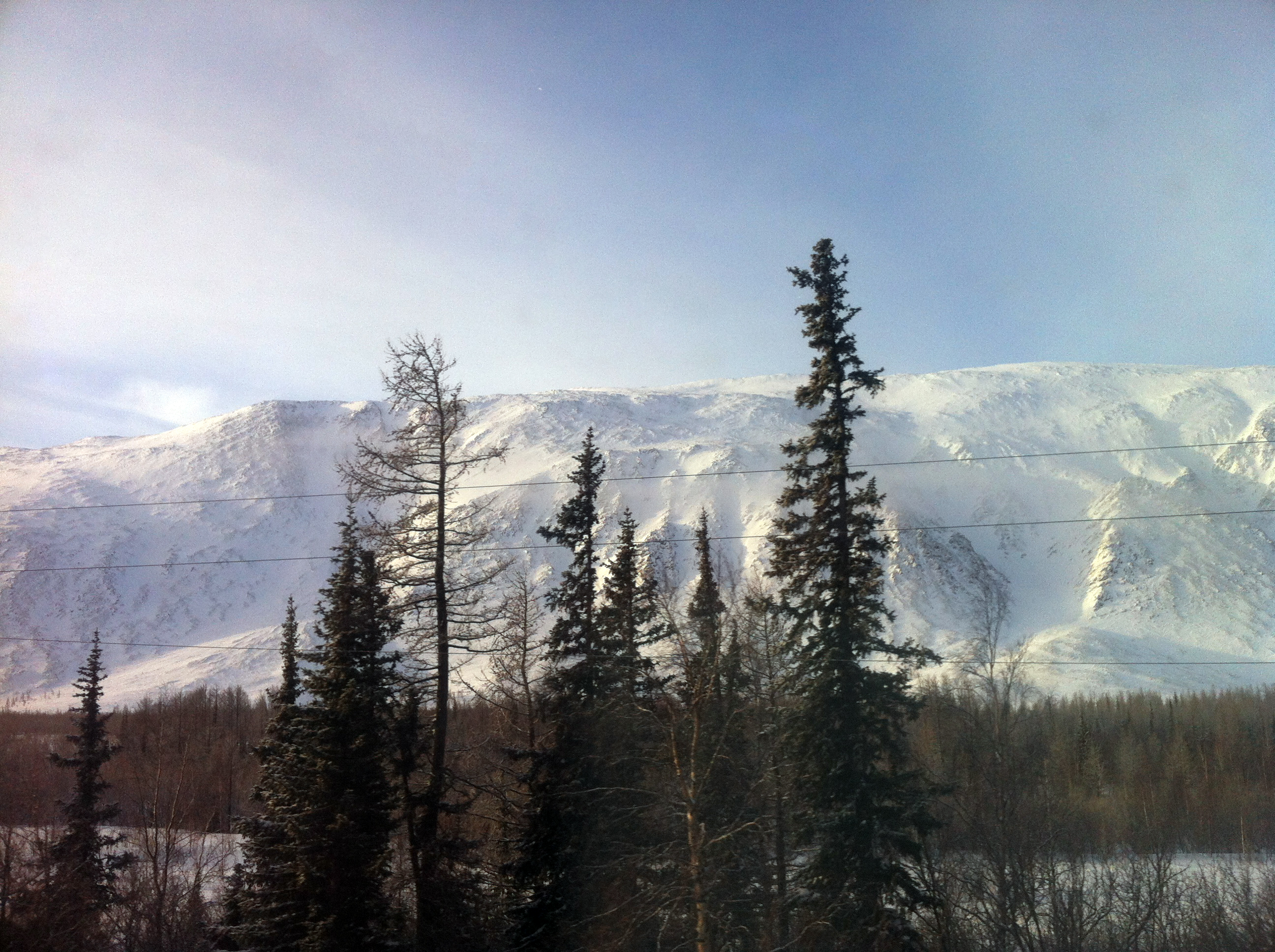
L'Oural polaire.

Le territoire de la république des Komis est principalement constitué de plaines avec de basses collines.
79 % de la superficie s'élève en dessous de 200 mètres d'altitude.
Dans la République, 18 % s'élèvent à 200-500 mètres et seulement 3 % à plus de 500 mètres d'altitude.
Dans la partie orientale de la république des Komis se trouvent les montagnes de l'Oural, qui culminent à plus de 1 800 mètres du côté des Komis, bien que le plus haut sommet de la chaîne de montagnes, mont Narodnaïa, soit un peu du côté de Khantys-Mansis.
Le mont Manaraga est un situé au nord des montagnes de l'Oural dans le parc national de Yougyd Va.
Les autres hautes montagnes sont Telposis (ru) (1 617 m) et Khalmer-Yu (1 363 m).
La chaîne de Timan, traverse la partie nord-ouest et centrale de la république.
Entre les chaînes de montagnes de l'Oural et du Timan se trouve la plaine du Petchora, et la partie ouest de Komi appartient à la plaine de Mezen-Vytchegda.
Les parties les plus méridionales des font partie des monts Ouvaly.

### Flore
D'après le rapport de 2017 sur l'état de l'environnement, la république des Komis compte 2 026 espèces d'algues, 1 217 espèces de plantes vasculaires et 664 espèces de bryophytes. Il y a aussi 1 190 espèces d'Eumycota (« champignons vrais ») et 1 342 espèces de lichens et d'autres champignons.

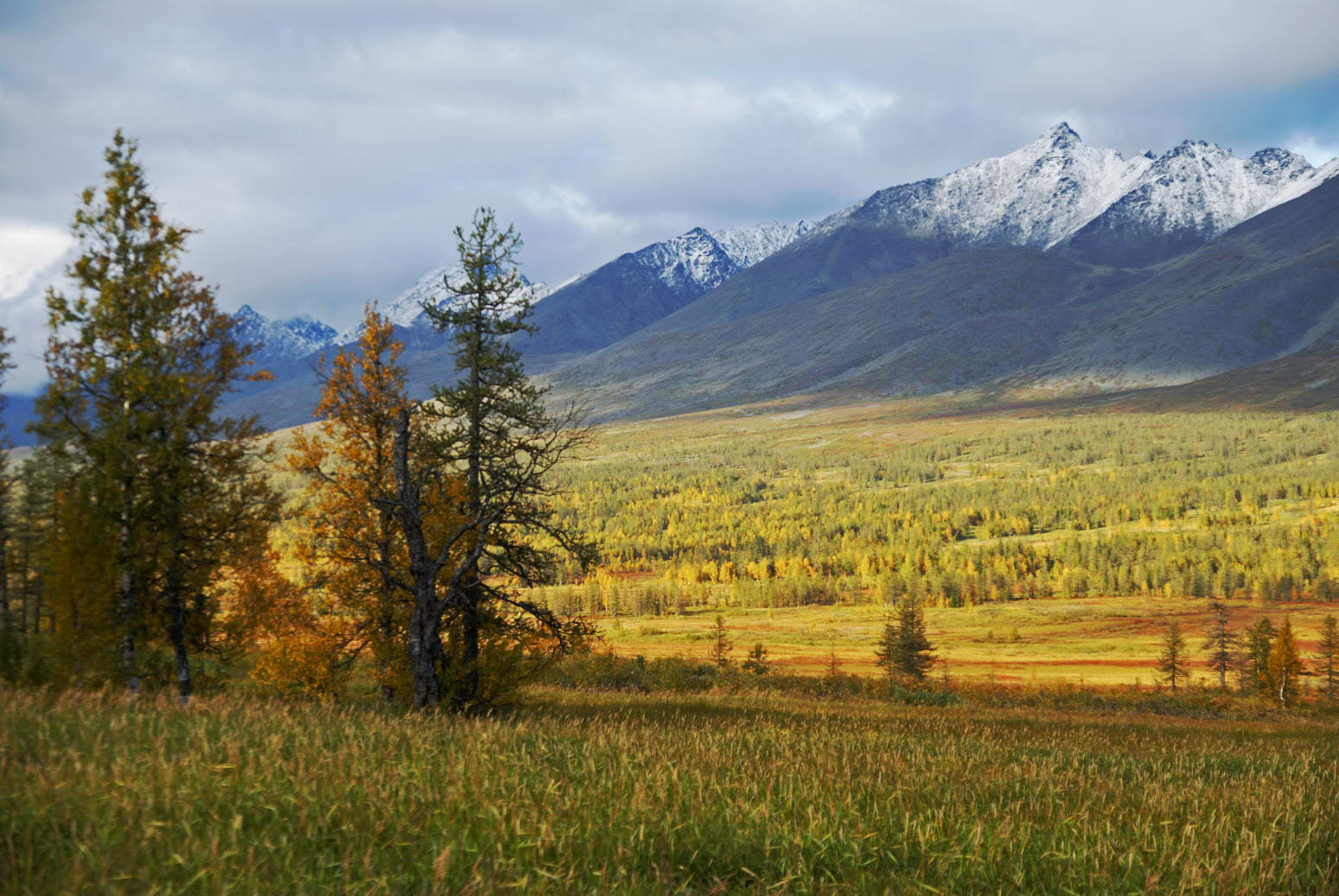
Forêt des Komis dans les montagnes de l'Oural.

Au 1er janvier 2018, le fond végétal était de 41 677,4 milliers d'hectare, soit 86,3 % du territoire total de la république. Les forêts occupaient alors 74,6 % du territoire. La république est couverte de taïga (72,7 %), tourbières (9,8 %), de toundra (9,5 %), d'eau (1,5 %), de terres cultivées (1,1 %) et autres (5,7 %),.
Les forêts de Komi abritent 8 espèces de conifères (entre-autres pin sylvestre, épicéa commun, mélèze de Sibérie, pin des Alpes, sapin de Sibérie) et au moins 20 espèces de feuillus (dont tremble, sorbier, différents types de bouleaux et de saules),,.
Les marécages s'étalent sur une superficie de 4 073,1 mille hectares, soit 9,8 % de la superficie de la république.

### Faune
La république des Komis compte 4 400 espèces animales dont plus de 3 000 espèces d'insectes et 362 espèces de vertébrés.
Parmi les espèces de vertébrés: 5 sont des amphibiens, 47 des poissons; 247 des oiseaux et 58 sont des mammifères.
Parmi les animaux des forêts boréales de la république citons le lièvre, l'écureuil, le renard, l'ours, le loup, le cerf, le lynx, le glouton, le tamia de Sibérie, l'hermine et la martre des pins.
Les oiseaux les plus communs sont le grand tétras, la gélinotte des bois, le tétras lyre, ainsi que plusieurs espèces de canards et d'oies. Les bouvreuils qui y vivent ont un cri plus "trompetant" et viennent parfois en Europe de l'Ouest pendant l'hiver, où ils sont reconnus par leur chant.
Dans les zones lacustres on rencontre la loutre, le vison, le grand campagnol, le rat musqué, le castor et le chien viverrin.
Diverses espèces de rongeurs sont communes.
Dans l'est de la république on trouve des espèces typiques de la taïga sibérienne comme la zibeline, le vison de Sibérie et le cassenoix moucheté.
De même, certains animaux typiques des forêts de conifères européens comme le lièvre d'Europe, le campagnol agreste , le putois , la caille des blés et la perdrix grise apparaissent dans les régions occidentales de la république des Komis.

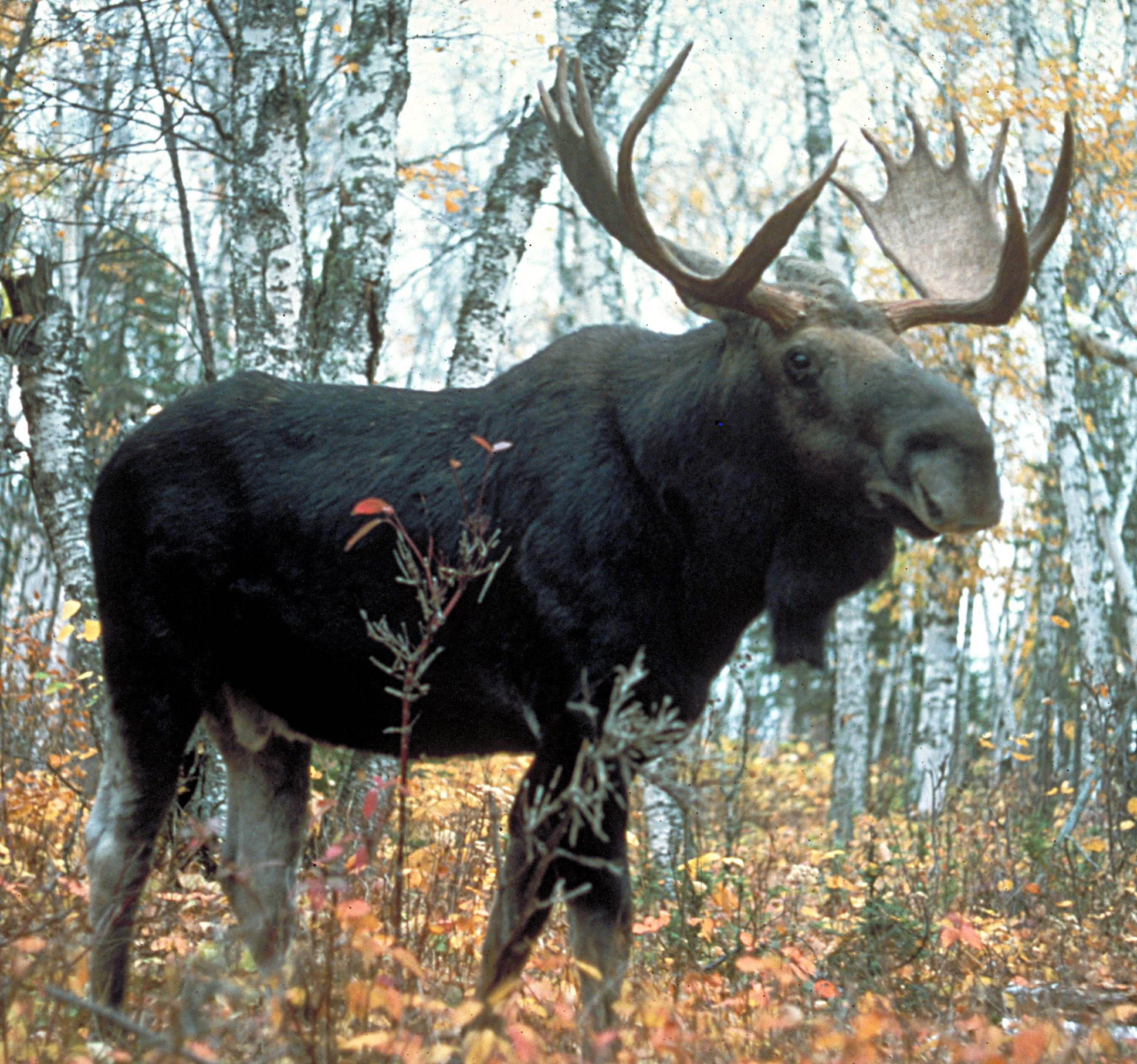
Élan.
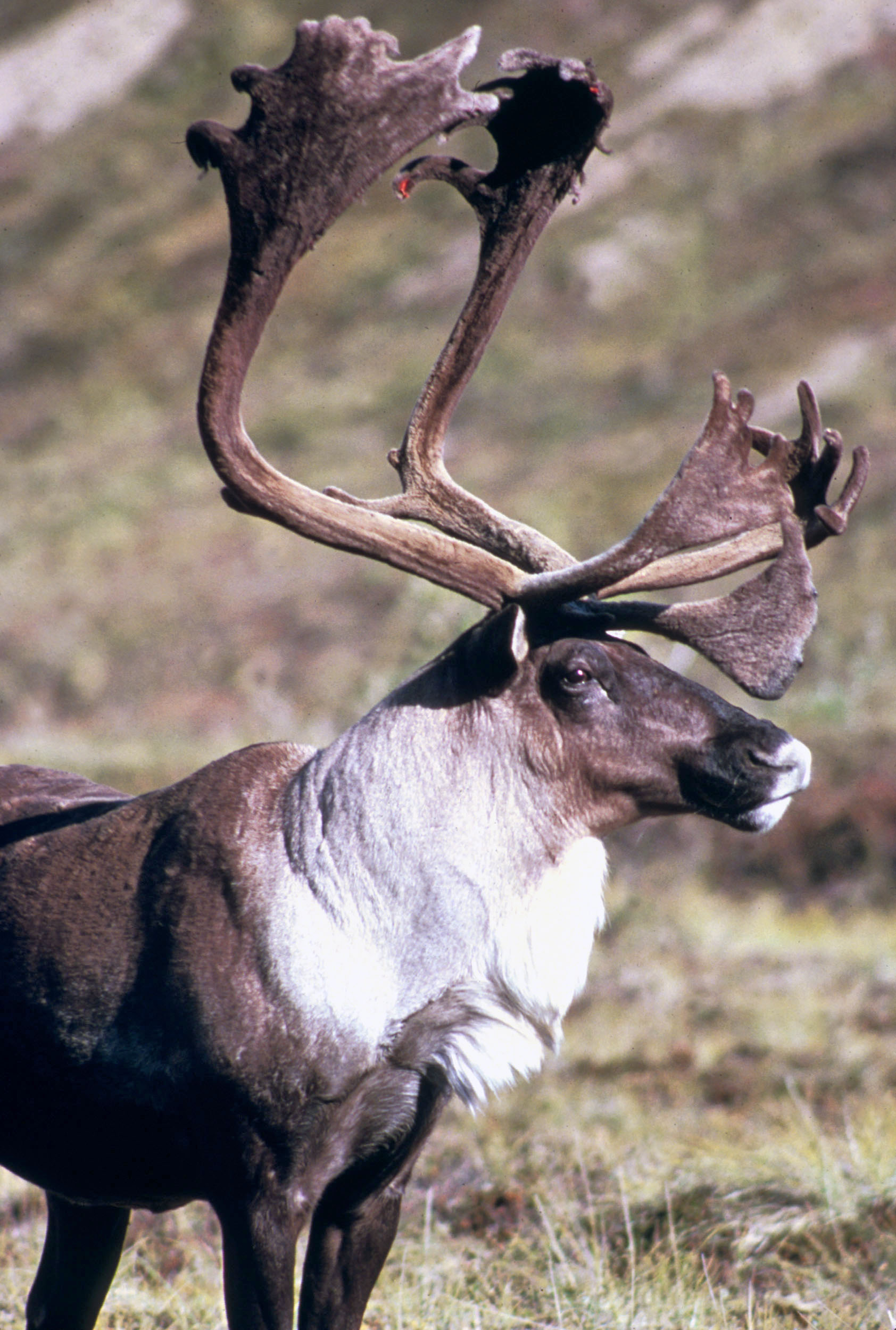
Caribou.
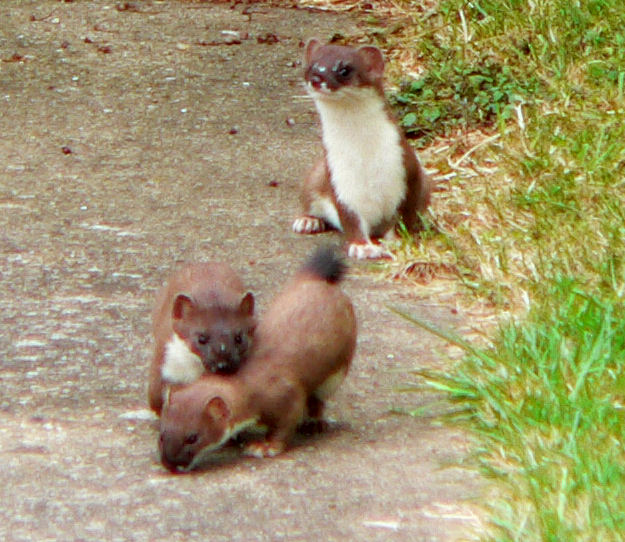
Hermines.
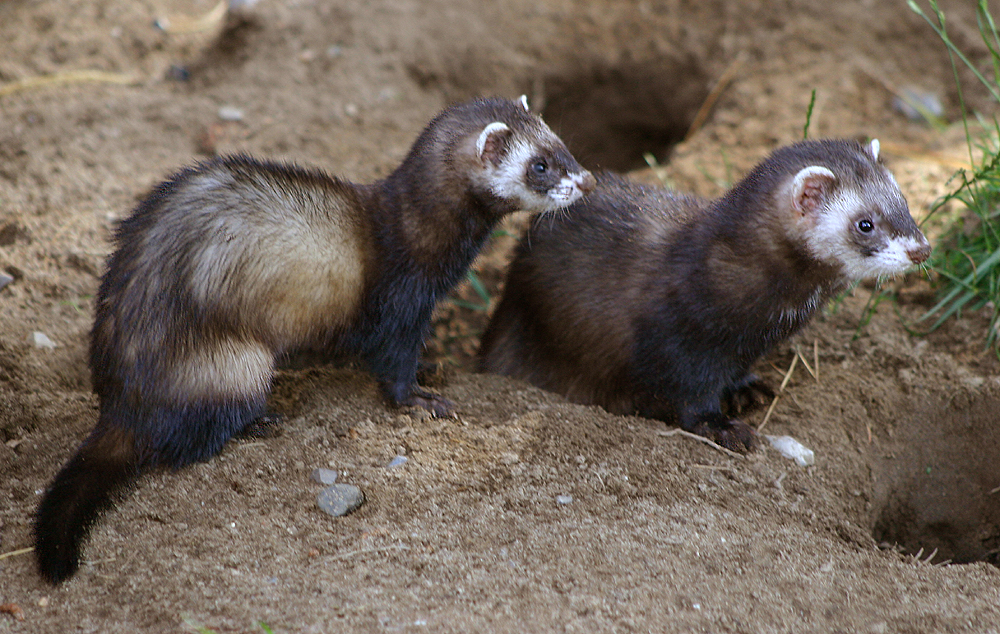
Furets.

### Zones protégées
La superficie totale des aires protégées s'élevait au 1er janvier 2018 à 5,4 mille hectares, soit 13 % du territoire de la république. Dans ceci, il y avait 2 613,2 mille hectares, soit 6,3 % du territoire de la république, qui étaient des aires protégées fédérales,.
- Réserve naturelle de la Petchora et de l'Ilytch (7 213 km2).
- Parc national de Yougid Va, le 2e plus grand de Russie (18 917 km²)[4],[19].

### Ressources naturelles
La république des Komis renferme des gisements de charbon, de pétrole, de gaz naturel, d'or et de diamant.

## Histoire
Les Komis sont le peuple indigène de la république des Komis, une région autonome depuis 1921, qui vivent également dans l'oblast d'Arkhangelsk, oblast de Mourmansk et oblast de Tioumen.
Les Komis sont apparentés aux nations Komi-permiak et aux Oudmourtes.
Ils parlent tous la langue Komi (anciennement appelée Zyryan par les russes).

### Du paléolithique auXIIesiècle
Les premiers hommes seraient apparus il y a 120 000 ans, avec des restres retrouvées sur un site Kharutinski de la rive droite de la rivière Adzva, près du village de Kharouta. Le site paléolithique Mamontovaïa Kouria qui se trouve à proximité de l'Oussa, dans la république des Komis, a été occupé il y a environ 40 000 ans et correspond à l'occupation la plus septentrionale connue par l'Homme de Néandertal. C'est aussi il y a environ 40 000 ans que les premiers hommes venant de la plaine d'Europe orientale sont arrivés.
Les Komis sont parmi les premiers peuples autochtones que les Russes, aussi bien de Novgorod que de Moscou, rencontrent dans leur expansion vers l’est.
En 967, les Komis, appelés Perm’, étaient mentionnés dans une chronique comme payant tribut aux Russes,,.
Alors que de nombreux territoires de l'actuelle Russie étaient aux XIIIe et XIVe siècles sous domination turco-mongole, la seule voie qui restait ouverte est celle du Nord. Les relations entre Russes et Komis sont intenses avant même l’évangélisation de ces derniers, ainsi on sait que les guides des expéditions russes de l’autre côté de l’Oural étaient souvent des Komis, qui connaissaient bien la région, et comme ces expéditions étaient souvent militaires, ils étaient assimilés aux Russes par les populations autochtones du Nord qu’ils rencontraient, Nénètses, Khantys, Mansis.
Ces pratiques se sont poursuivies après l’évangélisation des Komis.
Par ailleurs certains chercheurs pensent que les relations avec les Russes des régions du Nord et de la basse Volga étaient antérieures à la pénétration de Novgorod,.

### XIIIeauXIXesiècle
Du XIIIe au XVe siècle, les territoires, situés le long du cours moyen des rivières Vytchegda et Vym, sont connus sous le nom de territoire de Perm de la Vytchegda et font partie de la sphère commerciale de la principauté de Novgorod.
Cependant, la région faisait partie du territoire des peuples autochtones tels que les Komis et les Mansi, et elle était considérée comme dangereuse pour les colons. Avec l'autorisation de Dmitry Donskoï, Étienne de Perm (1340-1396), qui a depuis été canonisé comme saint dans l'église orthodoxe, est arrivé dans le territoire Komi en 1379 pour convertir les habitants de la région au christianisme.
Comme base pour son travail missionnaire, il a fondé l'église d'Oust-Vym en 1380, et l'année suivante, ce dernier fonde l'éparchie de Perm.
Dans son ouvrage sur l'histoire de la Russie, Nikolaï Karamzine mentionne qu'en 1479, sous le règne du grand-duc Ivan III, une expédition d'exploration a été envoyée pour découvrir l'origine du minerai d'argent provenant du fleuve Petchora.
Après sept mois de randonnée, l'expédition est revenue et a décrit l'emplacement du minerai d'argent, qui contenait également du cuivre, le long de la Tsilma, un affluent de la fleuve Petchora.
La région a été annexée à la principauté de Moscou en 1481,.
Depuis 1708, la région de Komi faisait partie du gouvernement d'Arkhangelsk de l'Empire russe.
En 1779, une expédition de l'académie des sciences de Russie a cartographié les territoires des Komis sous la direction de l'explorateur Ivan Lepekhine,.
Dans les années 1780 et 1790, le gouvernement de Vologda a été séparé du gouvernement d'Arkhangelsk, dont la partie la plus à l'est comprenait la plupart des Komis actuels.
Cependant, la partie nord de la région de Komi faisait encore partie du gouvernement d'Arkhangelsk au tournant du XXe siècle.

### La période soviétique
Lorsque la Russie soviétique a déclaré le droit des peuples à l'autodétermination après la révolution de 1917, les Komis en ont profité pour déclarer la république des Komis au sein de l'Union soviétique.
Le chef du projet était l'homme d'État Komi D. I. Popov.
Le mouvement de libération était dirigé par Mitrei Batiyev.
Cependant, la Russie soviétique n'a accepté que la création d'une région autonome, dont le tiers sud-est de la république des Komis a été exclu.
Le prototype de l'actuelle république des Komi a commencé le 22 août 1921, lorsque l'oblast autonome des Komis-Zyriènes, ou Syrjäeni, a été établie dans le cadre de la république socialiste fédérative soviétique de Russie (SFNT de Russie).
La région autonome différait de la république actuelle : la région, par exemple, s'étendait jusqu'à l'océan Arctique. En 1929, la région a été incorporée dans le district régional nord de la SFNT russe dirigé depuis Arkhangelsk,.
Dans les années 1921-1928, les Komis ont réussi à améliorer leur situation.
En 1931, la persécution généralisée des Komis a commencé en Union soviétique.
Dans l'affaire dite Sofin, la plupart des dirigeants et influenceurs politiques et culturels des Komis ont été reconnus coupables de trahison et d'espionnage au profit de la Finlande et de l'Estonie.
Ceux mis en scène ont été exécutés ou ont passé des décennies dans des camps de concentration connus sous le nom de Goulag, un archipel de camps de prisonniers. Pendant 20 ans, des trains entiers de prisonniers de toute l'Union soviétique y ont été amenés. Seuls les petits villages Komi n'avaient pas de camps de travail forcé ni de tours de guet.
Cela a considérablement affecté le caractère du peuple Komi, créant une atmosphère de peur.
Les camps de travaux forcés, ou goulags, ont joué un grand rôle dans l'histoire de la région et, par exemple, dans la construction du chemin de fer central et des mines de charbon.
Pendant la création du système de goulag, en 1935, les parties nord de la Russie ont été réorganisées en la région du Nord et la région autonome des Komis. La région de Komi a été transformée en république socialiste soviétique autonome des Komis, le 5 décembre 1936,.
En d'autres termes, le gouvernement autonome des Komis a été renversé.
Malgré la mort de Joseph Staline, les conditions des Komis ne se sont pas améliorées, mais la russification s'est poursuivie.
Lorsque les prisonniers ont cessé d'être amenés dans la région, un vaste projet de réinstallation volontaire a été lancé. Cela a même conduit à la migration de centaines de milliers de Russes vers les territoires des Komis à la recherche de ressources naturelles. Cela a conduit au fait que les Komis, mis à genoux par la Grande Terreur, sont restés minoritaires dans leurs propres régions.
Les Russes ont occupé tous les postes les plus importants de la société. La plupart du temps, ils ne voulaient pas apprendre à parler komi.
La langue Komi était exclue de la vie professionnelle.
Le gouvernement fédéral a fermé les écoles en langue komi et l'utilisation de la langue Komi dans la vie privée a également diminué en raison des mariages mixtes.

### La république des Komis
En septembre 1990, la république socialiste soviétique autonome des Komis est devenue la république soviétique socialiste de Komi, Komi SNT, à partir de laquelle la république des Komis a été formée le 26 mai 1992,.
Après l'effondrement de l'Union soviétique, la république des Komis a publié une déclaration de souveraineté, mais il est resté une partie de la fédération de Russie.
La république des Komis et la Russie ont signé un accord bilatéral le 20 mars 1996 à Moscou, les signataires étant Boris Eltsine et le gouverneur Iouri Spiridonov, qui donne à la république certains droits d'autonomie, principalement dans le domaine de l'administration économique, comme la gestion des ressources pétrolières, minérales et forestières considérables de la république,,.

## Population et société

### Démographie
| 1926    | 1939    | 1959    | 1979      | 2002      |
| ------- | ------- | ------- | --------- | --------- |
| 207 314 | 318 996 | 806 199 | 1 110 361 | 1 018 674 |

| 2010    | 2013    | 2016    | 2021    | - |
| ------- | ------- | ------- | ------- | - |
| 951 069 | 880 639 | 856 831 | 737 853 | - |

### Données socio-économiques de l'évolution démographique
| Indice de fécondité et taux de natalité |           |                   |                  |
| Année                                   | Fécondité | Fécondité urbaine | Fécondité rurale |
| 1990                                    | 1,87      | 1,75              | 2,39             |
| 1991                                    | 1,78      | 1,63              | 2,42             |
| 1992                                    | 1,63      | 1,46              | 2,32             |
| 1993                                    | 1,43      | 1,29              | 2,02             |
| 1994                                    | 1,39      | 1,25              | 2,02             |
| 1995                                    | 1,32      | 1,21              | 1,78             |
| 1996                                    | 1,30      | 1,22              | 1,65             |
| 1997                                    | 1,24      | 1,16              | 1,61             |
| 1998                                    | 1,31      | 1,22              | 1,70             |
| 1999                                    | 1,18      | 1,10              | 1,58             |
| 2000                                    | 1,22      | 1,15              | 1,52             |
| 2001                                    | 1,27      | 1,20              | 1,61             |
| 2002                                    | 1,37      | 1,30              | 1,71             |
| 2003                                    | 1,41      | 1,34              | 1,71             |
| 2004                                    | 1,41      | 1,35              | 1,67             |
| 2005                                    | 1,36      | 1,29              | 1,68             |
| 2006                                    | 1,37      | 1,24              | 1,88             |
| 2007                                    | 1,48      | 1,35              | 1,99             |
| 2008                                    | 1,54      | 1,35              | 2,32             |
| 2009                                    | 1,60      | 1,41              | 2,44             |
| 2010                                    | 1,63      | 1,45              | 2,49             |
| 2011                                    | 1,70      | 1,46              | 3,15             |
| 2012                                    | 1,88      | 1,56              | 4,16             |
| 2013                                    | 1,96      | 1,63              | 4,60             |
| 2014                                    | 2,01      | 1,67              | 4,74             |
| 2015                                    | 2,00      | 1,72              | 4,24             |
| 2016                                    | 1,97      | 1,69              | 4,23             |
| 2017                                    | 1,78      | 1,52              | 4,02             |

L'évolution démographique en 2011 est la suivante:
| Raïon                       | Taux de naissance | Taux de mortalité | taux de croissance | Blancs en % de la Pop | Komi et Nenetses en % de la Pop |
| --------------------------- | ----------------- | ----------------- | ------------------ | --------------------- | ------------------------------- |
| République des Komis        | 13,0              | 12,4              | 0,06 %             | 96,05 %               | 3,95 %                          |
| Syktyvkar                   | 12,5              | 10,2              | 0,23 %             | 97,61 %               | 2,39 %                          |
| Vorkuta                     | 11,8              | 9,7               | 0,21 %             | 92,33 %               | 7,67 %                          |
| Vouktyl                     | 11,2              | 12,6              | -0,14 %            | 95,27 %               | 4,73 %                          |
| Inta                        | 11,1              | 12,6              | -0,15 %            | 95,40 %               | 4,60 %                          |
| Pechora                     | 13,0              | 13,6              | -0,06 %            | 96,89 %               | 3,11 %                          |
| Sosnogorsk                  | 12,6              | 14,4              | -0,18 %            | 97,02 %               | 2,98 %                          |
| Oussinsk                    | 14,7              | 9,0               | 0,57 %             | 86,04 %               | 13,96 %                         |
| Oukhta                      | 11,0              | 10,7              | 0,03 %             | 96,20 %               | 3,80 %                          |
| Raïon d'Ijma                | 19,1              | 18,8              | 0,03 %             | 99,62 %               | 0,38 %                          |
| Raïon de Kniajpogost        | 11,6              | 15,9              | -0,43 %            | 95,50 %               | 4,50 %                          |
| Raïon de Koïgorodok         | 16,2              | 18,3              | -0,21 %            | 97,89 %               | 2,11 %                          |
| Raïon de Kortkéros          | 16,9              | 18,6              | -0,17 %            | 98,86 %               | 1,14 %                          |
| Raïon de Prilouz            | 15,6              | 18,4              | -0,28 %            | 98,98 %               | 1,02 %                          |
| Raïon de Syktyvdin          | 17,3              | 13,3              | 0,40 %             | 98,11 %               | 1,89 %                          |
| Raïon de Sysola             | 16,4              | 17,6              | -0,12 %            | 98,37 %               | 1,63 %                          |
| Raïon de Troïtsko-Petchorsk | 14,0              | 17,9              | -0,39 %            | 97,80 %               | 2,20 %                          |
| Raïon d'Oudora              | 15,6              | 13,1              | 0,25 %             | 95,33 %               | 4,67 %                          |
| Raïon d'Oust-Vym            | 12,0              | 15,8              | -0,38 %            | 96,48 %               | 3,52 %                          |
| Raïon d'Oust-Koulom         | 19,2              | 18,9              | 0,03 %             | 98,96 %               | 1,04 %                          |
| Raïon d'Oust-Tsilma         | 16,1              | 15,4              | 0,07 %             | 99,62 %               | 0,38 %                          |

### Composition ethnique
| Groupe ethnique | 1926a      | 1926a | 1939       | 1939 | 1959       | 1959 | 1970       | 1970 | 1979       | 1979 | 1989       | 1989 | 2002       | 2002 | 2010b      | 2010b | 2021       | 2021 |
| Groupe ethnique | Population | %     | Population | %    | Population | %    | Population | %    | Population | %    | Population | %    | Population | %    | Population | %     | Population | %    |
| --- | ---------- | ----- | ---------- | ---- | ---------- | ---- | ---------- | ---- | ---------- | ---- | ---------- | ---- | ---------- | ---- | ---------- | ----- | ---------- | ---- |
| Komis | 191 245    | 92,2  | 231 301    | 72,5 | 245 074    | 30,4 | 276 178    | 28,6 | 280 798    | 25,3 | 291 542    | 23,3 | 256 464    | 25,2 | 202 348    | 22,5  | 127 350    | 22,3 |
| Russes | 13 731     | 6,6   | 70 226     | 22,0 | 389 995    | 48,4 | 512 203    | 53,1 | 629 523    | 56,7 | 721 780    | 57,7 | 607 021    | 59,6 | 555 963    | 61,7  | 398 547    | 69,7 |
| Ukrainiens | 34         | 0,0   | 6 010      | 1,9  | 80 132     | 9,9  | 82 955     | 8,6  | 94 154     | 8,5  | 104 170    | 8,3  | 62 115     | 6,1  | 36 082     | 4,0   | 11 041     | 1,9  |
| Tatars | 32         | 0,0   | 709        | 0,2  | 8 459      | 1,0  | 11 906     | 1,2  | 17 836     | 1,6  | 25 980     | 2,1  | 15 680     | 1,5  | 10 779     | 1,2   | 4 083      | 0,7  |
| Biélorusses | 11         | 0,0   | 3 323      | 1,0  | 22 339     | 2,8  | 24 706     | 2,6  | 24 763     | 2,2  | 26 730     | 2,1  | 15 212     | 1,5  | 8 859      | 1,0   | 2 639      | 0,5  |
| Allemands | 15         | 0,0   | 2 617      | 0,8  | 19 805     | 2,5  | 14 647     | 1,5  | 13 339     | 1,2  | 12 866     | 1,0  | 9 246      | 0,9  | 5 441      | 0,6   | 1 984      | 0,3  |
| Tchouvaches | 3          | 0,0   | 246        | 0,1  | 3 493      | 0,4  | 6 567      | 0,7  | 8 545      | 0,8  | 11 253     | 0,9  | 7 529      | 0,7  | 5 077      | 0,6   | 1 869      | 0,3  |
| Azéris | 0          | 0,0   | 112        | 0,0  | 1 374      | 0,2  | 950        | 0,1  | 2 158      | 0,2  | 4 728      | 0,4  | 6 066      | 0,6  | 4 858      | 0,5   | 2 710      | 0,5  |
| Nénètses | 2 080      | 1,0   | 508        | 0,16 | 374        | 0,05 | 369        | 0,04 | 366        | 0,03 | 376        | 0,03 | 708        | 0,07 | 503        | 0,06  | 215        | 0,0  |
| Finnois | 9          | 0,004 | 76         | 0,02 | 434        | 0,05 | 397        | 0,04 | 357        | 0,03 | 302        | 0,02 | 207        | 0,02 | 112        | 0,01  |            |      |
| Autres | 154        | 0,1   | 3 868      | 1,2  | 34 720     | 4,3  | 33 924     | 3,5  | 38 522     | 3,5  | 51 120     | 4,1  | 38 426     | 3,8  | 71 167     | 7,9   | 21 706     | 3,8  |
| Total | 207 314    | 100   | 318 996    | 100  | 806 199    | 100  | 964 802    | 100  | 1 110 361  | 100  | 1 250 847  | 100  | 1 018 674  | 100  | 901 189    | 100   | 737 853    | 100  |
| a Pour le territoire de l'époque. b Lors du recensement de 2010, 46 886 personnes n'ont pas indiqué leur groupe ethnique. Ces personnes sont classées dans le groupe des autres. Cependant les proportions ethniques ne tiennent pas compte de ces personnes dont on suppose qu'elle suivent la répartition générale. |            |       |            |      |            |      |            |      |            |      |            |      |            |      |            |       |            |      |

### Droits de l'Homme
Les Komis n'ont pas tous les droits des minorités de la république des Komis et les droits de l'homme sont incomplètement respectés.
Par exemple, les Komis ne reçoivent pas d'enseignement dans leur langue maternelle.
Les militants komi ont été persécutés et menacés.
Les autorités ont imposé aux défenseurs des droits de l'homme des amendes, des suppressions d'emplois et des peines d'emprisonnement.
Lorsque la nouvelle constitution a été promulguée en 1994, les organes décisionnels de la république des Komis ont refusé d'accepter le Congrès de la république des Komis comme deuxième chambre du parlement, qui aurait été l'organe parlementaire de la population indigène correspondant au parlement sami de Finlande.
Depuis lors, les actions contre les militants komi se sont multipliées.
Au début des années 2000, la liberté d'expression était bafouée dans toute la Russie, mais la situation variait considérablement d'une région à l'autre.
Il était le plus faible dans les républiques finno-ougriennes, y compris en république des Komis.

## Politique et administration

### Principales villes
| Ville      | Habitants (2002) | Habitants (2021) |
| ---------- | ---------------- | ---------------- |
| Syktyvkar  | 230 011          | 220 580          |
| Oukhta     | 103 340          | 79 899           |
| Vorkouta   | 84 917           | 51 321           |
| Petchora   | 48 700           | 35 254           |
| Oussinsk   | 45 358           | 32 182           |
| Inta       | 41 217           | 20 271           |
| Sosnogorsk | 29 587           | 22 189           |
| Vorgachor  | 19 100           | 6 553            |
| Iemva      | 16 739           | 10 994           |
| Vouktyl    | 14 472           | 9 322            |
| Mikoun     | 11 680           | 8 527            |

### Représentation fédérale

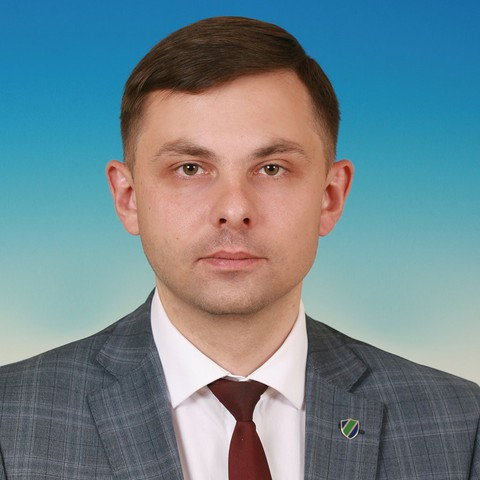
Olge Mikhaïlov, député de la République à la douma.

La république des Komis est l'un des sujets de la fédération de Russie, et elle est soumise aux mêmes règles que les autres sujets et doit respecter la Constitution russe de 1993. La répunlique des Komis forme pour les élections législatives russes la circonscription électorale de Syktyvkar (no 18), qui recouvre l'ensemble de la république (at-large). La circonscription élit un député à la douma d'État, qui est pour la VIIIe législature élue en 2021 Oleg Mikhaïlov, du parti communiste de la fédération de Russie. Ce dernier s'est fait connaître comme une des figures du mouvement écologique à la gare de Chies en 2018-2020, menant à la démissions du gouverneur de la République Sergueï Galpikov et du gouverneur de l'oblast d'Arkhangelsk.
La république, comme chaque sujet, est représentée au Conseil de la fédération par deux députés. Le premier est élu par le pouvoir législatif (le conseil d'État) de la république et le représente, tandis que le second est nommé par le pouvoir exécutif (gouvernement) de la république et le représente. Le conseil et le gouvernement élisent leurs représentants lorsqu'ils prennent leurs fonctions respectives. Le représentant du gouvernement est Olga Iepifanova (Russie juste) de septembre 2020 à septembre 2025, tandis que le représentant du conseil est Ielena Choumilova (Russie unie) de septembre 2020 à septembre 2025.

## Économie
Selon les statistiques de 2018 du Centre statistique russe Rosstat, la république des Komis a généré 8,893 milliards de roubles.
Calculé pour chaque habitant de la république des Komis, cela représente 796 760 roubles, soit environ 10645,27 euros par an.
En 2023, 14 % de la population de la république se situait sous le seuil de pauvreté, un taux supérieur à la moyenne russe de 9,8 %.

### Poids économique en Russie
Le tableau suivant indique part de la république des Komis dans les indicateurs économiques de base de toute la Russie:
| Secteur                          | %      |
| -------------------------------- | ------ |
| PIB                              | 0,80 % |
| CAPEX                            | 0,70 % |
| Production agricole              | 0,20 % |
| Commerce de détail               | 0,50 % |
| Extraction minière               | 2,20 % |
| Industries manufacturières       | 0,44 % |
| Approvisionnement en électricité | 0,79 % |
| Approvisionnement en eau         | 0,53 % |

### Activités économiques
La république des Komis possède de riches ressources naturelles.
L'extraction minéraux et l'exploitation minière constituent l'activité economique plus importante de la république.
Le produit extrait le plus important de l'économie de la république des Komis est le pétrole, et son raffinage local.
Les compagnies pétrolières opérant dans la république sont, entre-autres Lukoil-Komi, et RN-Severnaya Neft de Rosneft.
Les principaux produits industriels sont produits du raffinage du pétrole (essence, gasoil, mazout), le bois scié, les panneaux de fibres, les panneaux de particules, le contreplaqué, le papier, le carton et l'électricité.
Toutefois des investissements très importants vont diversifier les activités économiques de la république. Les terres agricoles n'occupent qu'1 % du territoire de la république, avec 1 110,9 mille hectares en 2018.
En 2021, la répartition du produit intérieur brut de la république des Komis par secteur était la suivante:

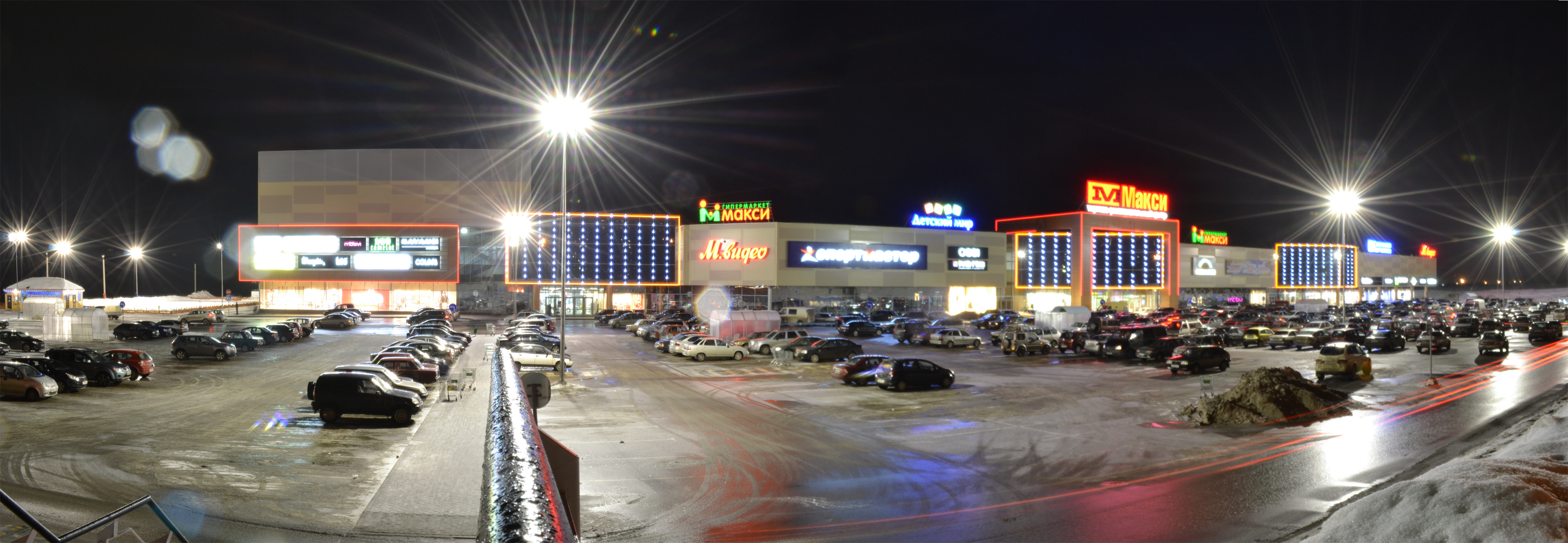
Hypermarché Lenta à Syktyvkar.

| Secteur                                                         | %     |
| --------------------------------------------------------------- | ----- |
| Mines et carrières                                              | 44.10 |
| Fabrication                                                     | 11,50 |
| Transport et stockage                                           | 6,90  |
| Construction                                                    | 5,70  |
| Administration publique et défense, sécurité sociale            | 5.3   |
| Commerce de gros et de détail; réparation de véhicules          | 4,70  |
| Santé et d'action sociale                                       | 4.20  |
| Services                                                        | 3,80  |
| Éducation                                                       | 3,00  |
| Fourniture d'électricité, de gaz, de vapeur et de climatisation | 2,50  |
| Activités professionnelles, scientifiques et techniques         | 1,80  |
| Immobilières                                                    | 1,70  |
| Agriculture, sylviculture et pêche                              | 1,50  |
| Information et communication                                    | 1.20  |
| Hébergement et de restauration                                  | 0,60  |
| Arts, spectacles et loisirs                                     | 0,60  |
| Eau, gestion des déchets et d'assainissement                    | 0,40  |
| Autres activités de services                                    | 0,30  |
| Activités financières et d'assurance                            | 0,20  |
| Emploi à domicile                                               | 0.0   |
| sources: investinregions.ru                                     |       |

### Export

#### Produits exportés
En 2021, le montant des exportations de la république des komis s'est élevé élève à 99,11 millions € et se répartit comme suit:
Produits exportés
- Contreplaqué (19 %)
- Papier kraft (16,9 %)
- Pétrole raffiné (15,5 %)
- Bois scié (11,0 %)
- Pétrole brut (10,3 %)
- Papier brut (9,27 %)
- Papier journal (5,77 %)
- Cellulose (2,88 %)
- Carbone (1,96 %)
- Linoléum (1,68 %)

| Secteur         | %      |
| --------------- | ------ |
| Contreplaqué    | 19 %   |
| Papier kraft    | 16,9 % |
| Pétrole raffiné | 15,5 % |
| Bois scié       | 11 %   |
| Pétrole brut    | 10,3 % |
| Papier brut     | 9,27 % |
| Papier journal  | 5,77 % |
| Cellulose       | 2,88 % |
| Carbone         | 1,96 % |
| Linoléum        | 1,68 % |
| Huile de tall   | 1 %    |

#### Pays destinataires des exportations
Les principaux pays destinataires des exportations en 2021 sont : 
| Secteur     | %      |
| ----------- | ------ |
| Pays-Bas    | 22,4 % |
| États-Unis  | 8,3 %  |
| Chine       | 7,72 % |
| Allemagne   | 4,19 % |
| Italie      | 4,09 % |
| Pologne     | 4,05 % |
| Kazakhstan  | 3,84 % |
| Lettonie    | 3,72 % |
| France      | 3,55 % |
| Azerbaïdjan | 3,03 % |

| Secteur        | %      |
| -------------- | ------ |
| Royaume-Uni    | 1,87 % |
| Ouzbékistan    | 1,77 % |
| Turquie        | 1,69 % |
| Égypte         | 1,4 %  |
| Biélorussie    | 1,36 % |
| Grèce          | 1,32 % |
| Equateur       | 1,27 % |
| Irak           | 1,27 % |
| Belgique       | 1,25 % |
| Afrique du Sud | 1,22 % |

| Secteur         | %      |
| --------------- | ------ |
| Finlande        | 1,2 %  |
| Inde            | 1,14 % |
| Israël          | 1,12 % |
| Slovénie        | 1,03 % |
| Corée du Sud    | 0,96 % |
| Arabie Saoudite | 0,85 % |
| Danemark        | 0,74 % |
| Hongrie         | 0,71 % |

## Transport
Le réseau de transport de la république des Komis compte 7 aéroports, 300 km de voies ferrées, 4100 km de voies navigables et 11 600 km de routes dont 5 900 km sont bitumées.

### Ferroviaire
Le réseau ferroviaire central de la République est géré par une la filiale des chemins de fer russes.
L'épine dorsale du réseau ferroviaire public sur le territoire de la république des Komis constituée par la ligne de chemin de fer du nord Kotlas–Mikoun–Sosnogorsk– Synja–Tchoum–Vorkouta venant de Kotlas dans la oblast d'Arkhangelsk au sud-ouest de la république et menant à Vorkouta au nord-est.
Cette ligne de 1 700 km est traversée par de nombreux embranchements, par exemple de Mikoun à Syktyvkar, Mikoun à Vendinga, Sosnogorsk à Troïtsko-Petchorsk, Synja à Ousinsk et de Tchoum jusqu'en Iamalie (entre-autres à Labytnangui sur la rivière Ob, et au nord jusqu'à Mylda).
En outre, il existe des lignes secondaires pour le trafic de marchandises et des lignes industrielles ou minières séparées du réseau ferroviaire principal.[20][54]
La densité du réseau ferroviaire public de la république des Komis est de 4,1 km par 1 000 km2.
Sur le territoire de la république, il y a 9 gares ferroviaires dans les villes de Syktyvkar, Vorkuta, Petchora, Usinsk, Oukhta, Mikoun, Sosnogorsk, Knyazhpogost et Inta.
Sur le territoire de la république, il existe deux principales entreprises de transport ferroviaire avec leurs divisions structurelles :
- OJSC, filiale de Sosnogorsk du chemin de fer du Nord, une filiale des chemins de fer russes.
- JSC, fde Solvychegodsk du chemin de fer du Nord, une filiale des chemins de fer russes[64].

Leur activité principale est le transport de marchandises.
L'essentiel des marchandises transportées par chemin de fer sont le charbon, le pétrole et les produits pétroliers, le bois, les matériaux de construction.
Au total, en 2014, les entreprises de transport ferroviaire ont expédié 16,7 millions de tonnes de marchandises.
Le transport longue distance de passagers par chemin de fer sur le territoire de la république des Komis est organisé par la JSC FPC, une filiale de JSC. La formation des trains circulant sur le territoire de la république des Komis est assurée par les filiales du Nord, de Moscou, de Gorki et du Caucase du Nord de JSC FPC.
Le transport de passagers à travers le territoire de la république de Komi par transport ferroviaire de banlieue est effectué par OJSC.

### Liaisons routières

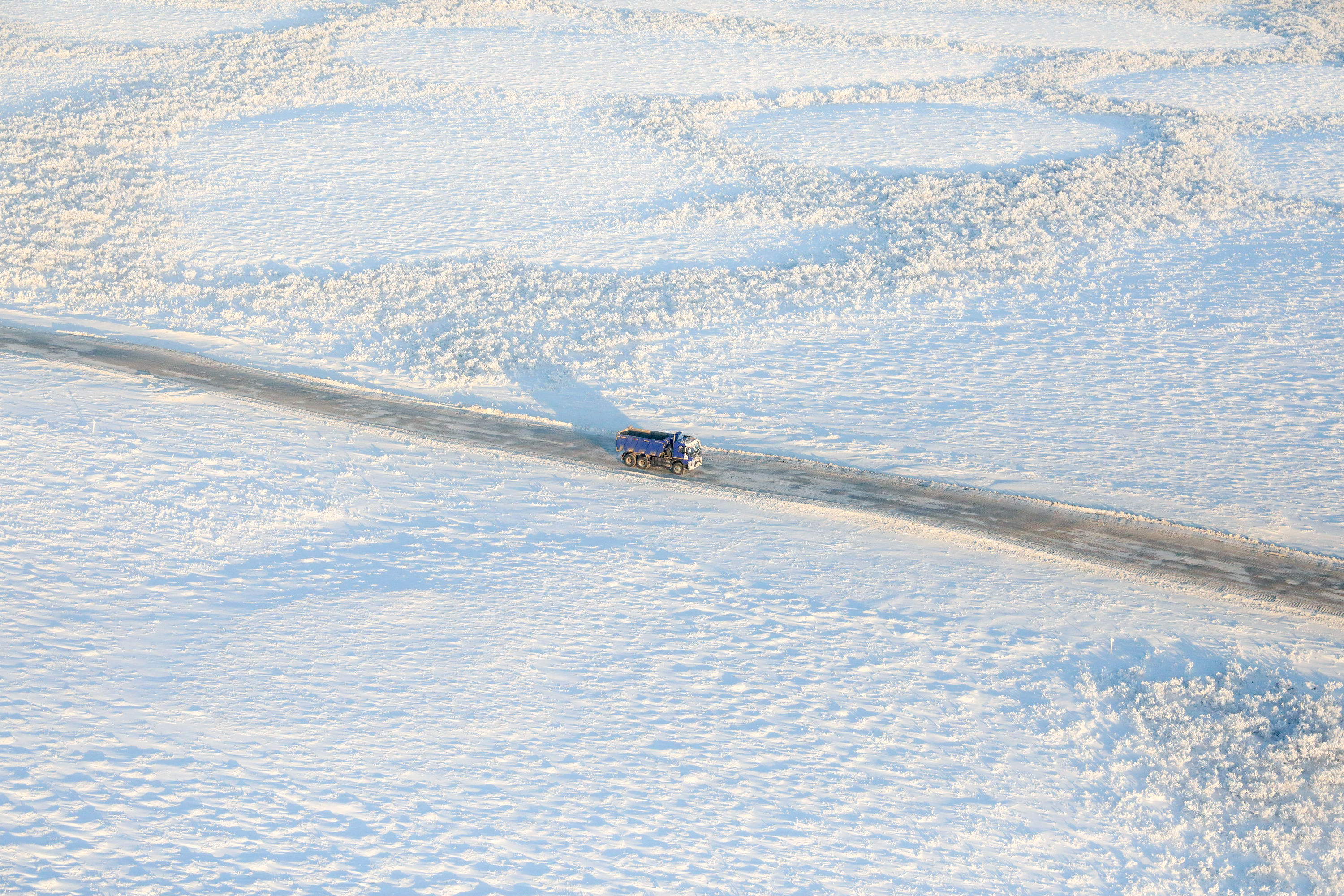
Camion sur la route Narian-Mar - Oussinsk.

La route  (« Vitaka ») vient du sud de la république de Kirov à Syktyvkar (412 km).
De Syktyvkar, la liaison routière est prolongée vers le nord-est jusqu'à Oukhta par la Р25.
Une autre route principale Р25 part de Syktyvkar d'abord vers l'est puis vers le nord-est jusqu'à Troïtsko-Petchorsk.
En outre, il existe des tronçons plus courts de routes goudronnées de qualité supérieure à proximité d'autres villes.
La plupart des petites routes publiques sont des chemins de terre.
Les plans de projet de la république provient une coopération avec la Nénétsie avec la construction ou la rénovation de 705 km de route nationale Syktyvkar – Oukhta – Petchora – Oussinsk – Narian-Mar d'ici 2025.
Ce tracé routier traversant le pergélisol comprend la construction d'une route de gravier de 450 kilomètres vers Vorkouta et d'un tronçon de 139 kilomètres plus loin vers Salekhard en Iamalie, sur la rive orientale de l'Ob.

### Aérien

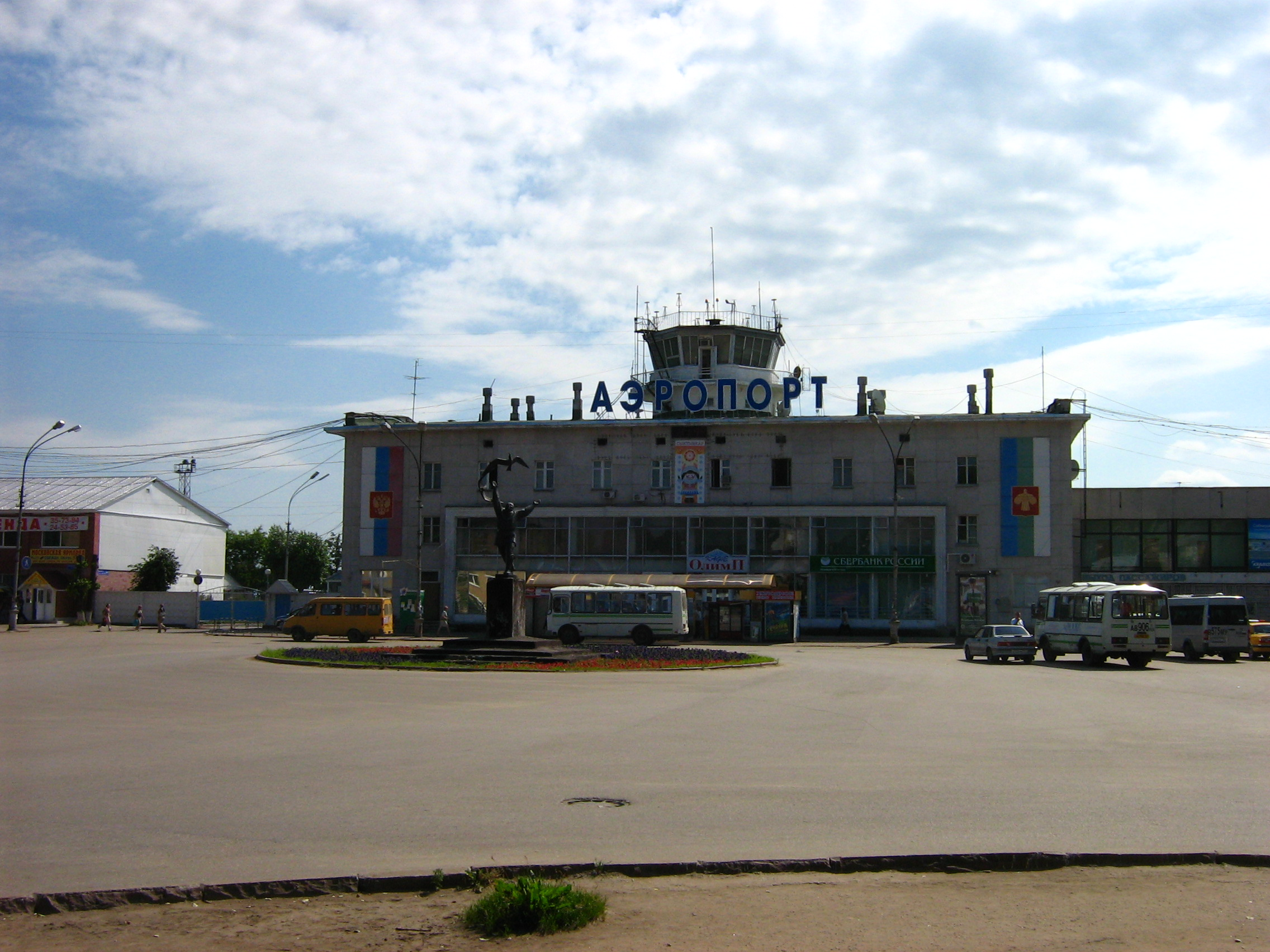
L'aéroport de Syktyvkar.

La république dispose d'aéroports à Syktyvkar, Oukhta, Vorkouta, Petchora, Oussinsk, Inta et Oust-Tsilma.

### Fluvial
Les grands fleuves de la république, le Petchora et la Vytchegda, assurent une grande partie du transport fluvial ; ses ports les plus importants sont Petchora et Syktyvkar.
En 2009, 58 000 passagers et 891 000 tonnes de marchandises ont été transportées par voie fluviale.
Les rivières sont gelées une grande partie de l'année.

## Éducation

### Établissements d'enseignement supérieur

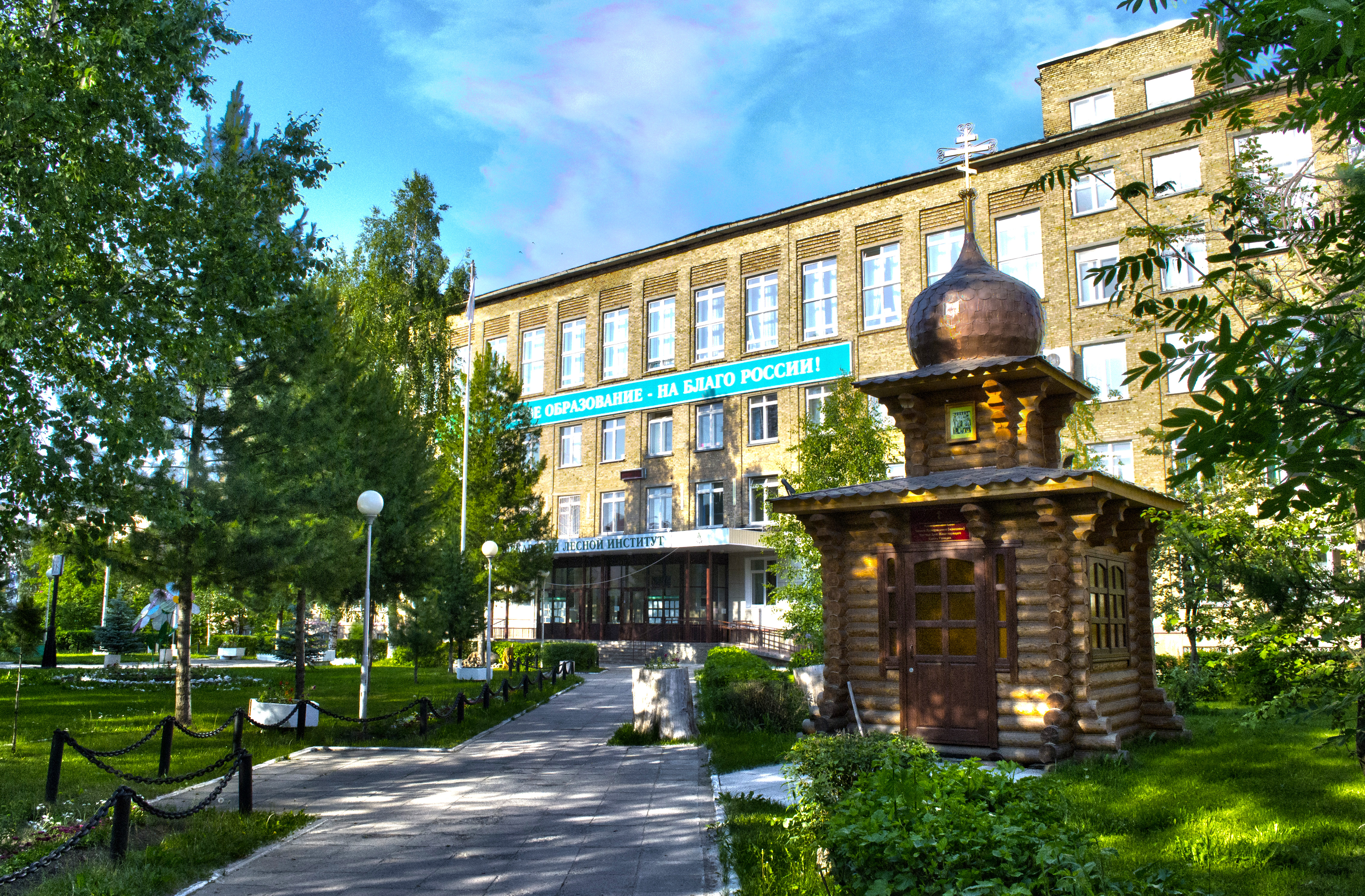
Institut forestier de Syktyvkar

#### Syktyvkar
- Université d'État de Syktyvkar (ru) ;
- Institut pédagogique d'État de Komi (ru)[69] ;
- Académie d'administration publique et de gestion de la république des Komis (ru) ;
- Institut forestier de Syktyvkar (ru) un établissement de l'université d'ingénierie forestière d'État de Saint-Pétersbourg (ru) ;
- Département de Syktyvkar de l'université d'État de service et d'économie de Saint-Pétersbourg (ru) ;
- Département Komi de l'Académie de médecine d'État de Kirov (ru) ;
- Département de Syktyvkar de l'Institut d'économie et d'entrepreneuriat UNN (ru) ;
- Département Komi de l'Académie agricole d'État de Vyatka (ru) ;
- Département de Syktyvkar de l'Université russe de coopération (ru) ;
- Département de Syktyvkar de l'Académie moderne des sciences humaines (ru) ;

#### Oukhta
- Université technique d'État d'Oukhta;
- Département d'Oukhta de l'université d'État des communications de Moscou ;
- Département d'Oukhta de l'Académie financière et humanitaire de la capitale ;

#### Vorkouta
- Institut minier de Vorkouta - département de l'École des mines de Saint-Pétersbourg ;
- Departement de Vorkouta de l'université d'État de Syktyvkar ;
- Département de Vorkouta de l'université technique d'État d'Oukhta ;
- Département de Vorkouta de l'université de l'Académie russe de l'éducation ;
- Département de Vorkouta de l'Académie moderne des sciences humaines.

## Pour approfondir